# Acrochordopus
Genre
Acrochordopus est un genre d'oiseaux de la famille des Tyrannidae.

## Liste d'espèces
Selon la classification de référence du Congrès ornithologique international (14.2, 2025) (ordre phylogénique) :
- Acrochordopus burmeisteri (Cabanis & Heine, 1860) – Tyranneau pattu
- Acrochordopus zeledoni (Lawrence, 1869) – Tyranneau de Zeledon